# Jack Goldstein
Jack Goldstein, né le 27 septembre 1945 à Montréal (Canada) et mort le 14 mars 2003 à San Bernardino (Californie), est un artiste conceptuel et performeur américain.
Né au Canada et devenu peintre lors du boom artistique des années 1980, il était basé en Californie.

## Petite enfance et éducation
Goldstein est né dans une famille juive à Montréal, au Québec et a déménagé à Los Angeles, en Californie, où il a fréquenté le lycée dans les années 1960. Il a suivi sa formation au Chouinard Art Institute et a été membre de la classe inaugurale du California Institute of the Arts, où il a travaillé dans l'art post-studio sous la direction de John Baldessari. Il a obtenu une maîtrise en 1972.

## Travail
Artiste de performance ayant des racines dans la sculpture minimaliste, artiste conceptuel qui a réalisé des films expérimentaux et leur équivalent audio sur disques vinyles, Goldstein divise son temps entre Los Angeles et New York dans les années 1970. Alors qu’il était encore étudiant à CalArts en 1972, il s’est enterré vivant, un stéthoscope attaché à la poitrine et respirait de l'air dans des tubes en plastique tandis qu'une lumière rouge au-dessus du sol clignotait au rythme de son cœur qui battait.
Au début des années 1970, alors que les enregistrements audio et vidéo devenaient plus accessibles au grand public, Goldstein saisit l'occasion et commença à produire ses propres disques, bien que ceux-ci ne soient pas ordinaires. Parmi ses disques figurent A Swim Against the Tide ("Une nage à contre-courant"), A Faster Run ("Une course plus rapide", l'enregistrement d'une débandade), The Tornado ("La tornade"), Two Wrestling Cats ("Deux chats de lutte") et The Six Minute Drown ("La noyade de six minutes"). "The Six Minute Drown" en particulier a gagné du terrain ; dans celui-ci, les bruits atroces et atroces d'un homme en train de se noyer résonnent pendant six minutes dans un isolement total.  
Goldstein est l’un des piliers du groupe Pictures, qui a reçu sa première reconnaissance à l'Artist's Space à New York à l’automne 1977. À cette époque, il partageait un studio avec James Welling.
Les artistes de Pictures, y compris Goldstein, Robert Longo, Troy Brauntuch et, au départ, Phillip Smith, ont pris la tête du boom artistique des années 1980 et ont prospéré à des degrés divers au fil des décennies. Goldstein a commencé sérieusement à « peindre » à cette époque. Il est finalement devenu connu pour ce qu'il a appelé des "tableaux de salon" - conçus à la fois pour être vendus aux très riches et pour assurer à l'artiste une place dans l’histoire de l'art. Bien que certains l’aient accusé de « vendre » à un marché haussier en peinture, cette tactique s’appropriait le manteau de la star de l’art que l’œuvre de Goldstein avait toujours assumée.
Goldstein a commencé à se concentrer sur la peinture à la fin des années 1970. Ses peintures sont basées sur des images photographiques de phénomènes naturels, de sciences et de technologies - le résultat de l'intention de Goldstein d'enregistrer "l'instant spectaculaire", tel que décrit précédemment en photographie. Nombre d'entre eux représentent des traînées d'avions de chasse, des orages, des nébuleuses et des horizons de villes illuminés par des feux d'artifice ou des raids de bombardement. En utilisant des photographies trouvées et en soulignant la reproduction ou la copie, Goldstein a réduit les détails à une abstraction proche, puis a embauché des peintres pour les appliquer sur des toiles tendues sur des châssis en forme de boîte, à plus de six pouces du mur. Il fut l'un des premiers peintres contemporains à en engager d'autres pour réaliser ses œuvres.
Au fur et à mesure que les années 1980 se poursuivaient et se finissaient, il y avait de moins en moins de demandes de "peintures de salon" et le travail de Goldstein se vendait moins bien que celui de quelques autres. Réticent à enseigner au lieu de pratiquer à plein temps, Goldstein quitte New York au début des années 1990 et retourne en Californie où il passe la décennie dans un isolement relatif.

## Musées et collections publiques
- Art Gallery of Nova Scotia
- Mendel Art Gallery
- Musée d'art contemporain de Montréal
- Musée d'art de Joliette
- Musée des beaux-arts de Montréal
- Musée national des beaux-arts du Québec[8]
- Musée régional de Rimouski
- Vancouver Art Gallery
- The Winnipeg Art Gallery
- Mamco Genève

## Voir également
- Liste d'artistes contemporains
- Art contemporain
- documenta 7
- documenta 8